# Sigrid Kraft
Sigrid Kraft (geboren 1970) ist eine deutsche Fantasyschriftstellerin und Inhaberin zweier Taekwon-Do-Schulen in Dresden.

## Leben
Die studierte Betriebswirtin begann 2012 mit dem Schreiben, aus Enttäuschung über von ihr so empfundene Missstände in der Fantasyliteratur.

## Werke
Die Fantasywelt von Kraft nennt sich Ardeen. Folgende Bände sind erschienen:
- In der Hauptreihe:
  - Band 1: Der Kreis der Magie (erschienen 2013 im Fahnauer Verlag, ISBN 978-3-941436-04-6)
  - Band 2: Neue Wege (erschienen 2014 im Fahnauer Verlag, ISBN 978-3-941436-04-6)
  - Band 3: Nimrod (erschienen 2014 im Fahnauer Verlag, ISBN 978-3-941436-12-1)
  - Band 4: Das Ende der goldenen Zeit (erschienen 2014 im Fahnauer Verlag, ISBN 978-3-941436-13-8)
  - Band 5: Der Seelenbann (erschienen 2014 im Fahnauer Verlag, ISBN 978-3-941436-13-8)
  - Band 6: Die Geschenke des Drachen (erschienen 2015 im Fahnauer Verlag, ISBN 978-3-941436-15-2)
  - Band 7: Kleine und große Tyrannen (erschienen 2016 im Fahnauer Verlag, ISBN 978-3-941436-16-9)
  - Band 8: Verfluchte Wissenschaft (erschienen 2016 im Fahnauer Verlag, ISBN 978-3-941436-04-6)
  - Band 9: Orydis Fluch (erschienen 2018 im Fahnauer Verlag, ISBN 978-3-941436-21-3)
  - Band 10:Teil 1: Eryns Insel (als E-Book 2020 im Fahnauer Verlag erschienen)

- Band 1–5 liegt auch als Sammelbox im Pappschuber vor (erschienen im Fahnauer Verlag, ISBN 978-3-941436-37-4)

- Geschichten außerhalb des Haupthandlungsstranges:
  - Ardeens Kindergeschichten (erschienen 2015 nur als E-Book erhältlich)
  - In einem fernen Land (erschienen 2017 im Fahnauer Verlag, ISBN 978-3-941436-20-6)
  - Das Artefakt (erschienen im Fahnauer Verlag, ISBN 978-3-941436-38-1)
  - Das Kartenspiel (erschienen 2019 im Fahnauer Verlag, ISBN 978-3-941436-46-6)